# Lou Kreintz
Marie-Lou (Lou) Kreintz (Luxemburg-Stad, 9 december 1934 – 2019) was een Luxemburgs kunstschilder.

## Leven en werk
Lou Kreintz was een dochter van koopman Josef (Josy) Kreintz en Léonie Bertrang. Ze werd opgeleid aan de Académie de la Grande Chaumière in Parijs, als leerling van Henri Goetz, en de Academie voor Schone Kunsten in München, als leerling van Jean Deyrolle.
Kreintz maakte abstracte landschappen in olieverf en pastel. Ze exposeerde haar werk meerdere malen, onder andere tijdens de jaarlijkse salons van de Cercle Artistique de Luxembourg (vanaf 1954),
 in een duo-expositie met Renée Arend in galerie La Cimaise de Luxembourg in Parijs (1958) en met Roger Bertemes, Jean-Pierre Junius en Marie-Thérèse Kolbach in de Galerie d'Art Municipale in Esch-sur-Alzette (1962). Soloexposities had ze in Galerie Bruck (1964) en de Galerie de Luxembourg (1983, 1986) in Luxemburg-Stad. Haar werk is opgenomen in de collecties van het Musée national d'archéologie, d'histoire et d'art en de stad Luxemburg.

## Publicatie
- Léon N. Nilles (1985) Die von Seite 3. Mit Guaschen von M.-Lou Kreintz. Luxemburg: RTL Edition.

- Musée national d'archéologie, d'histoire et d'art: lkl000576